# Убиство с предумишљајем
Убиство с предумишљајем је злочин који узрокује смрт другог људског бића после рационалног размишљања и планирања самог чина убиства.
Убиство с предумишљајем представља квалификовани облик убистава и кажњава се строже него остали облици убистава.